# Criminal – Wielki przekręt
Criminal – Wielki przekręt (ang. Criminal) – amerykańsko-argentyńska komedia kryminalna z 2004 roku w reżyserii Gregory’ego Jacobsa, powstały na podstawie powieści Fabiána Bielinsky’ego Dziewięć królowych. Wyprodukowany przez Warner Independent Pictures.
Premiera filmu miała miejsce 12 czerwca 2004 roku w Stanach Zjednoczonych.

## Fabuła
Drobni złodzieje, Richard (John C. Reilly) i Rodrigo (Diego Luna), planują akcję, która zapewni im wielki zysk. Mają zamiar sprzedać doskonale podrobioną srebrną obligację bogatemu kolekcjonerowi. W trakcie realizacji planu pojawiają się problemy.

## Obsada
Źródło: Filmweb
- John C. Reilly jako Richard Gaddis
- Diego Luna jako Rodrigo
- Maggie Gyllenhaal jako Valerie
- Peter Mullan jako Wiliam Hannigan
- Zitto Kazann jako Ochoa
- Jonathan Tucker jako Michael
- Maeve Quinlan jako Heather
- Brandon Keener jako Daniel

i inni